# Eudactylopus spectabilis
Eudactylopus spectabilis is een eenoogkreeftjessoort uit de familie van de Thalestridae. De wetenschappelijke naam van de soort is voor het eerst geldig gepubliceerd in 1923 door Brian.